# Гра без правил (фільм, 2000)
Гра без правил (англ. Bad Guys) — американський пригодницький бойовик 2000 року.

## Сюжет
Спочатку Джей Пітерс і Джек Форд, агенти Управління по боротьбі з наркотиками, абсолютно щиро вважали, що виконати прохання шерифа невеликого містечка не є великою проблемою. Шериф хотів, щоб Управління позбавило його від якогось дрібного наркоторговця. Однак скоро з'ясувалося, що така оцінка противника була занадто оптимістична. Джон Тайкор виявився не просто пересічним наркоторговцем, а справжнім маніяком-вбивцею, і до того ж — мультимільйонером. Він вирішив, що найкращим способом розпорядитися своїм багатством буде: по-перше, організувати затоварювання ринку мета-амфітаміном, по-друге, купити собі армію, яка забезпечувала б захист цього підприємства. Пітерсу і Форду стає ясно, що впоратися з такою силою, спираючись тільки на закон — неможливо. І їм не залишається нічого іншого, окрім як взяти на озброєння тактику поганих хлопців.

## У ролях
- Майкл Медсен — Джей Пітерс
- Брайан Джинесс — Джек Форд
- Джеймс Руссо — Джон Тайкор
- Мартін Коув — Командувач
- Джон Філліп Ло — шериф
- Тодд Спенглер — Томас Буфорд
- Майкл Бейлі Сміт — Права Рука
- Денніс Л. Бейкер — командир спецназу
- Тім Колсері — спеціальний агент Тодд
- Ліза Кросато — вчений
- Ліді Денье — дружина Тайкора
- Ейлін Дітц — касир у банку
- Джонні Майклс — агент ФБР
- Клаудія Крістіан
- Деймон Вітакер
- Д. Юінг Вудрафф
- Дж. Чарльз Райт — агент ФБР, в титрах не вказаний